# Bühlertal
Bühlertal è un comune tedesco di 8 131 abitanti, situato nel land del Baden-Württemberg.

Bühlertal
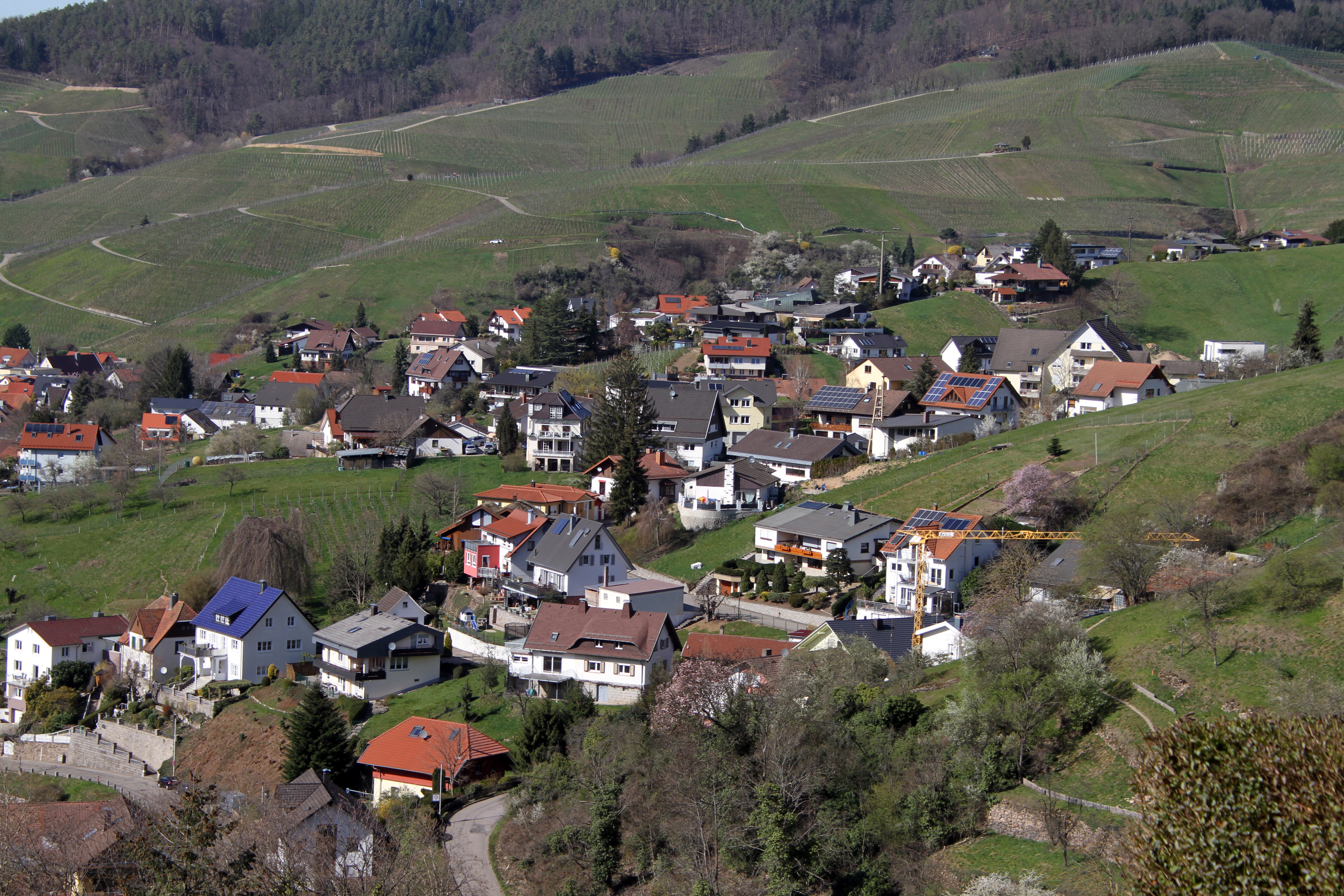
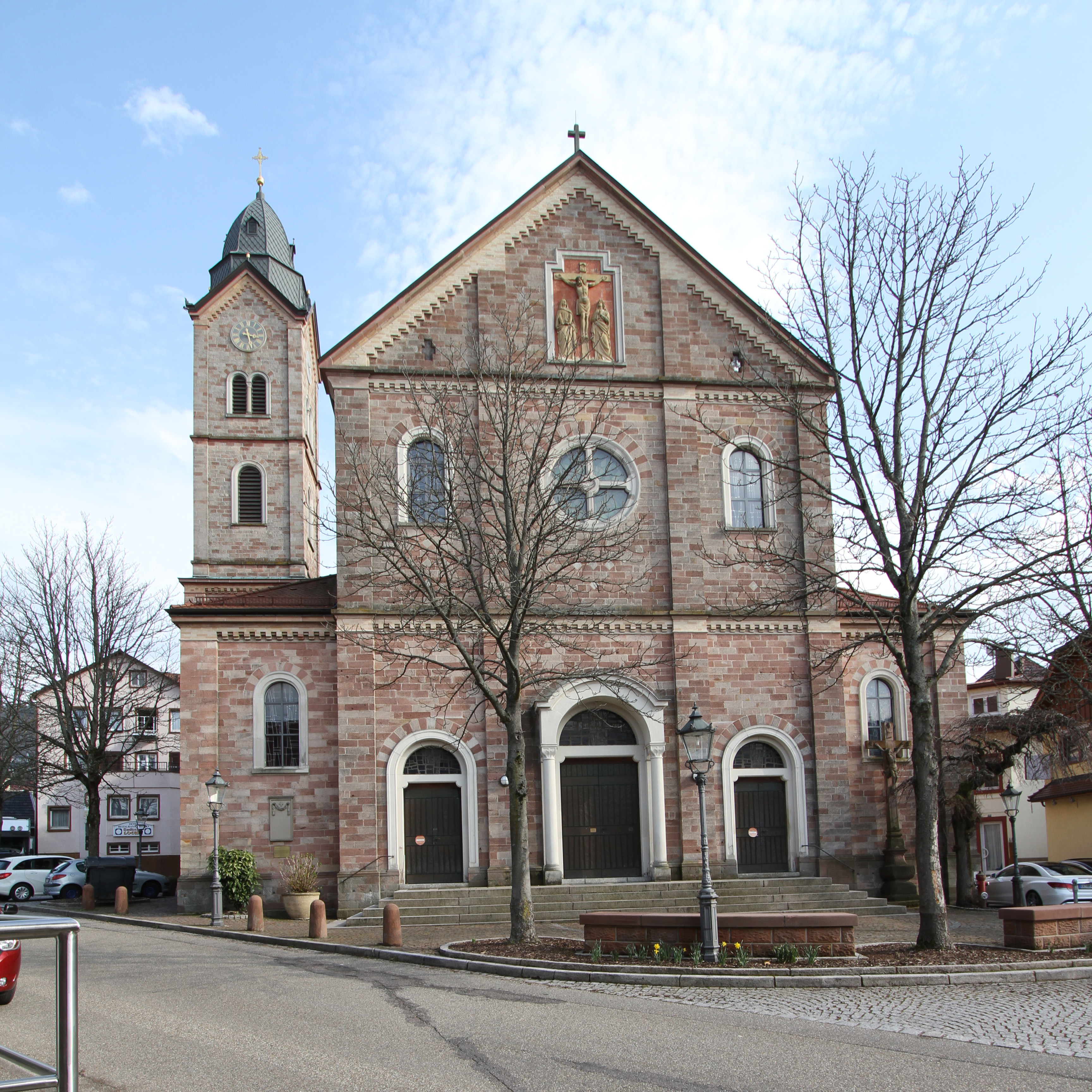
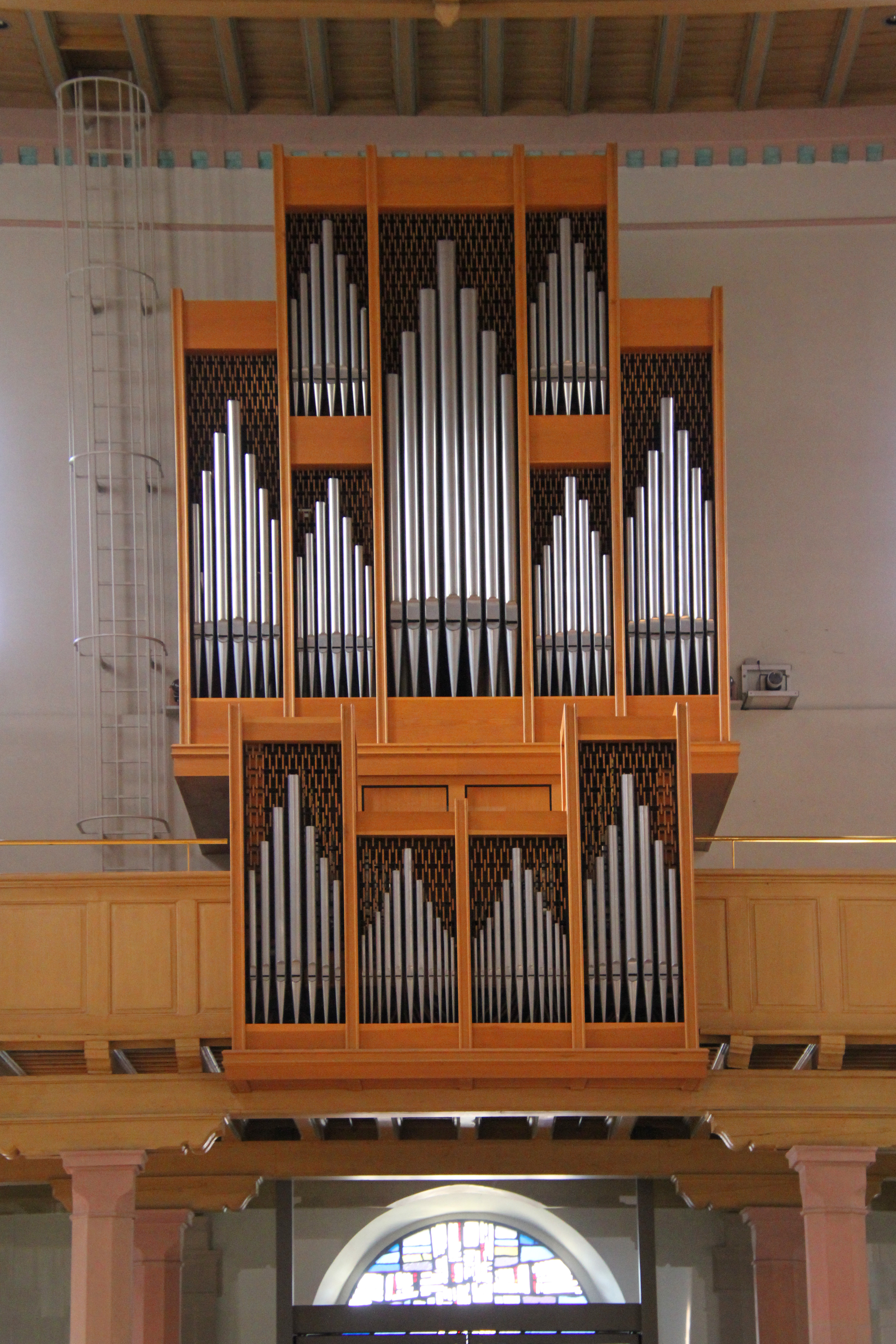
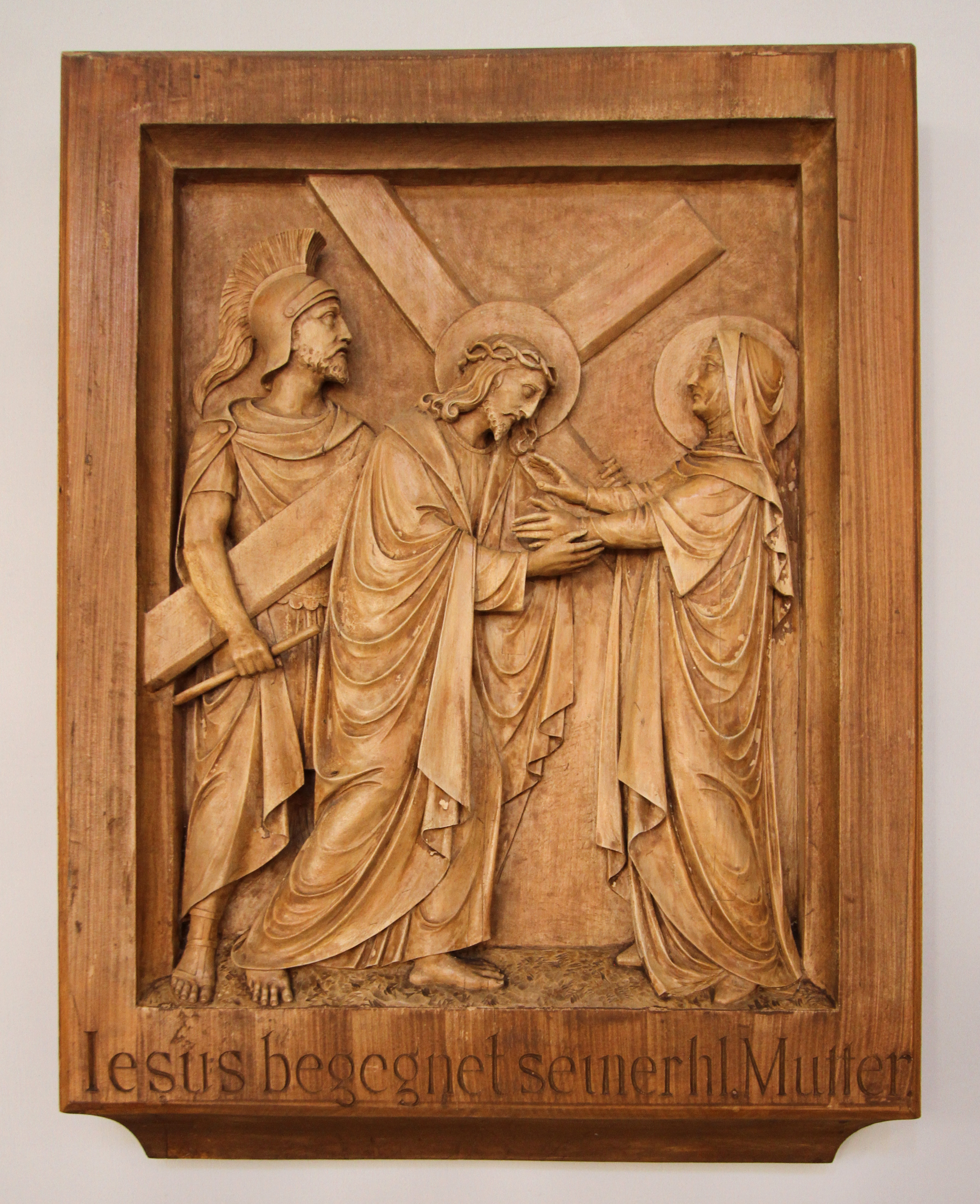
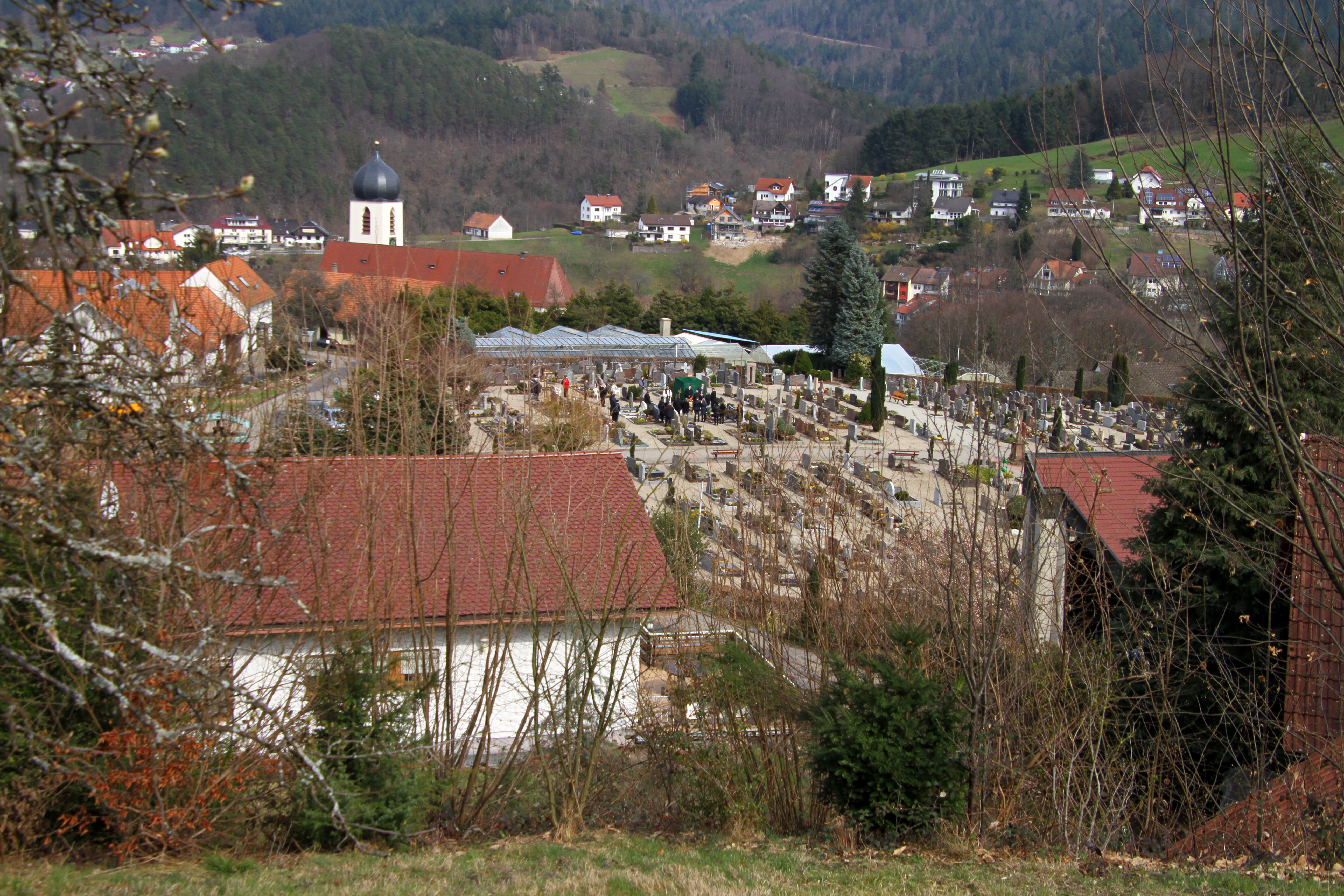
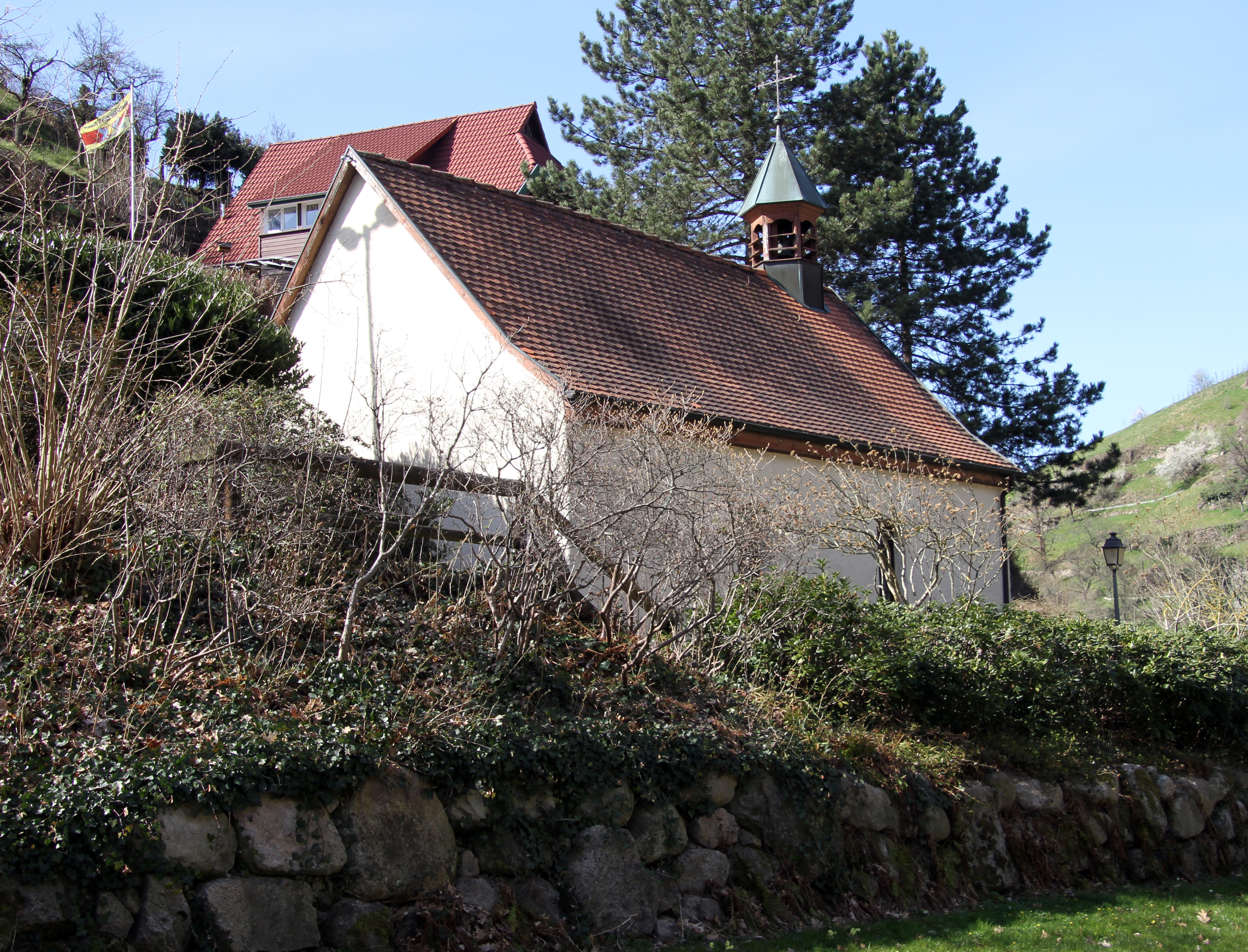
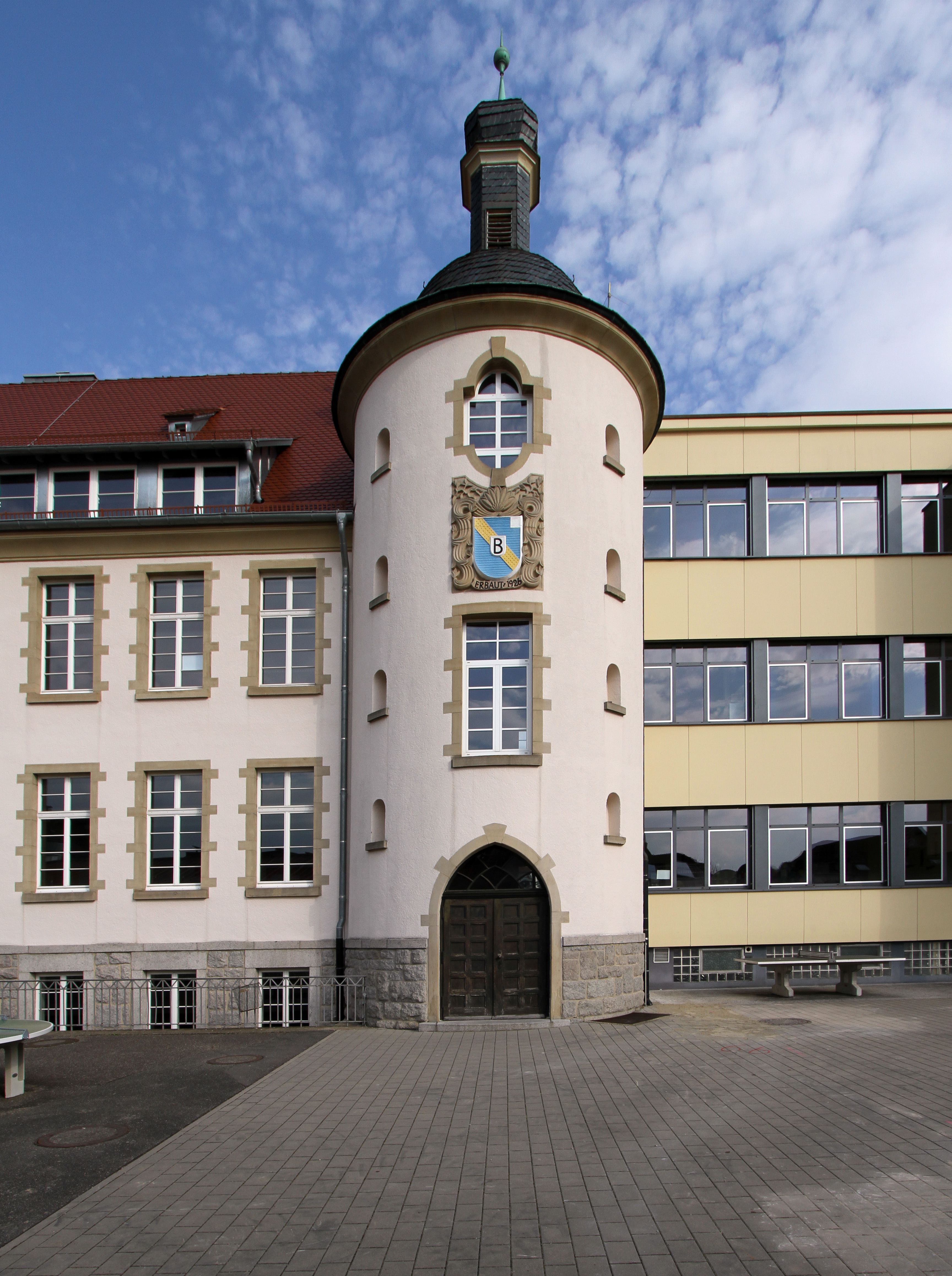
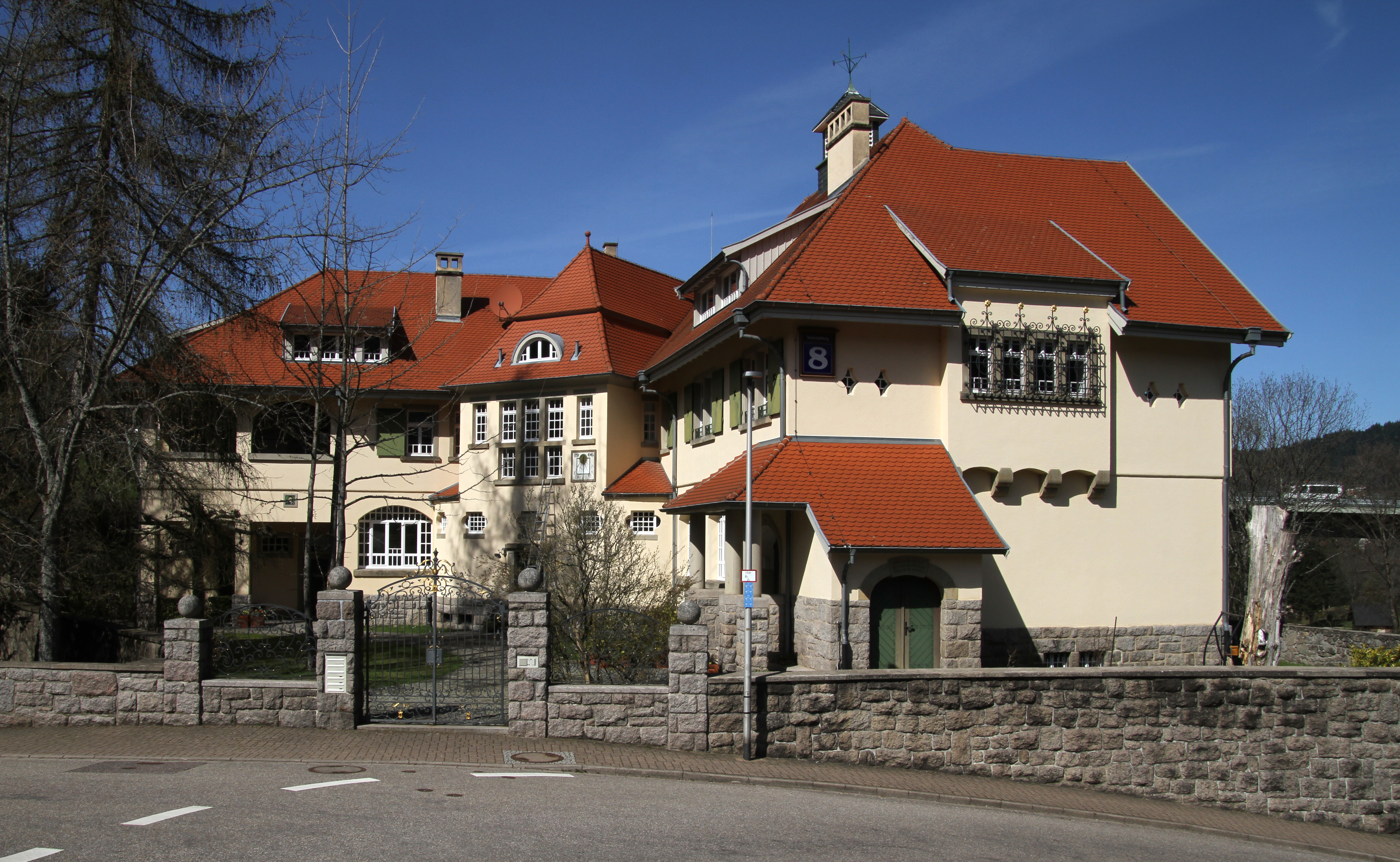
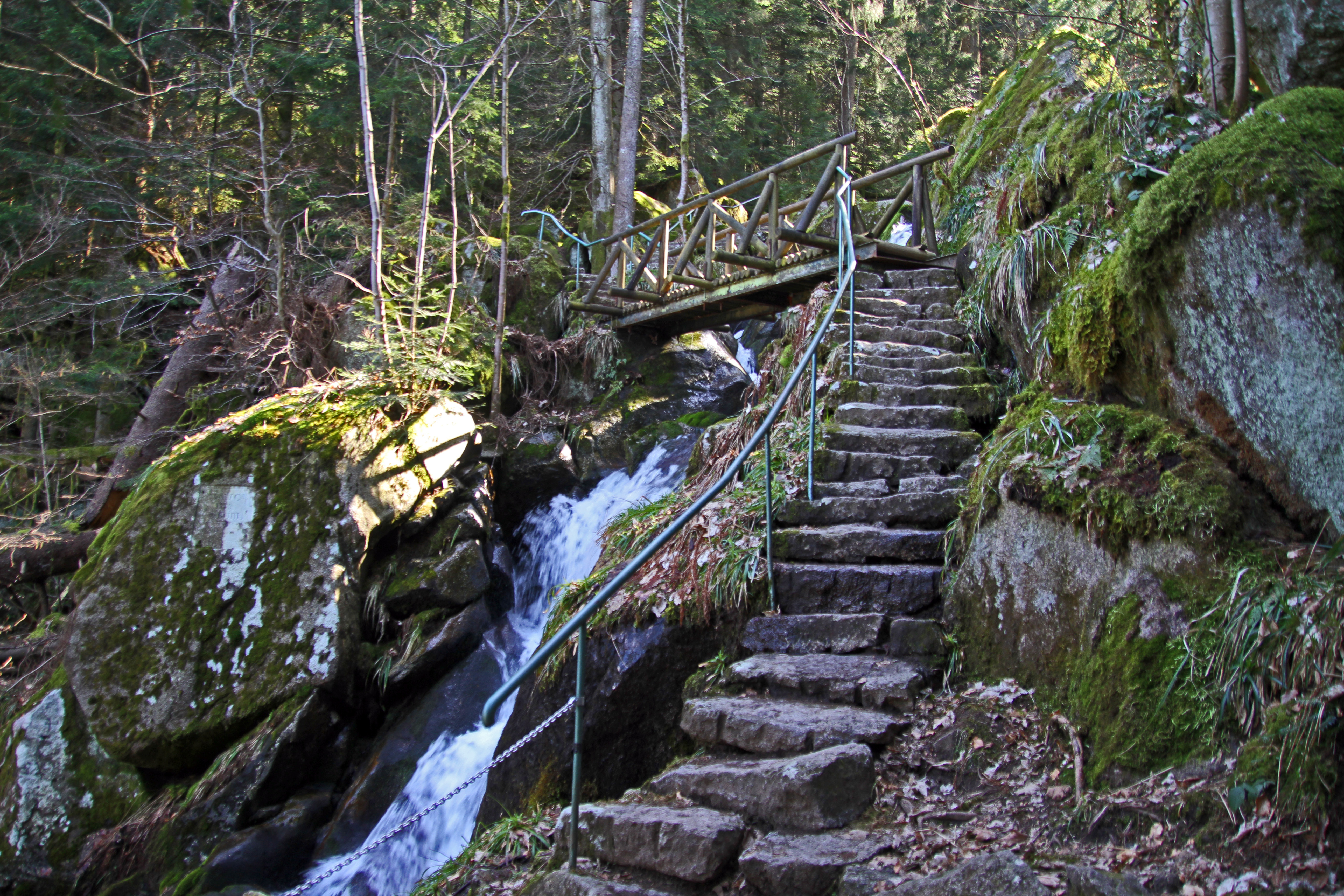